# Gertrud Baer
Gertrud Baer (1890-1981) fue una activista judía alemana por los derechos de la mujer y la paz. Fue una de las fundadoras de la Liga Internacional de Mujeres por la Paz y la Libertad, y ocupó el cargo de secretaria ejecutiva de la rama alemana de la WILPF desde 1921 y copresidió la organización internacional desde 1929 hasta 1947. Durante la Segunda Guerra Mundial, aunque el liderazgo fue compartido, Baer fue la principal dirigente de la organización. Al final de la guerra, se convirtió en la primera consultora de WILPF en las Naciones Unidas y ocupó ese puesto hasta 1972.

## Primeros años
Gertrud Baer nació el 25 de noviembre de 1890 en Halberstadt, en la provincia de Sajonia del Reino de Prusia de la pareja judía, Sara (de soltera Stern) y Gustav Baer. Su padre, de familia establecida desde hacía mucho tiempo de Halberstadt de médicos y maestros. Era comerciante de metalistería. Su madre era hija del Gran Rabino de Hamburgo, Anschel Stern y su esposa Jeanette (de soltera Adler). El bisabuelo materno de Baer fue Nathan Marcus Adler, quien había sido rabino como Gran Rabino del Imperio Británico y su padre, Mordechai Baer Adler, que había sido Gran Rabino de Hannover.
Baer era la mayor de la familia, que se trasladó a Hamburgo cuando tenía unos dos años. Los hermanos menores Erna (1892-1967), Walter (nacido en 1894), Harriet (1896-1956) y Jeanette (1903-1944) nacieron en Hamburgo. Jeanette fue asesinada en Auschwitz durante el Holocausto. Se vio influenciada por la participación de su madre en el movimiento de mujeres burguesas alemanas y la acompañó a las reuniones. En una de esas reuniones conoció a Lida Gustava Heymann y con ella trabajó en la primera casa de mujeres de Hamburgo. Baer completó sus primeros estudios y se formó como maestra estudiando en Hamburgo, Leipzig, Múnich y Neuchâtel (Suiza).

## Carrera
Completando su formación, Baer comenzó su carrera como profesora en Hamburgo. Durante la Primera Guerra Mundial, Baer se mudó a Múnich y se involucró con Heymann, Anita Augspurg y Helene Stöcker en el Movimiento Pacifista . En 1915, asistió al Congreso Internacional de Mujeres celebrado en La Haya, donde se lanzaron las primeras ideas para que las mujeres formaran el Comité Internacional de Mujeres por la Paz Permanente. Esa reunión fue seguida en 1919 con la formación de la Liga Internacional de Mujeres por la Paz y la Libertad (WILPF), a la que Baer se unió de inmediato, ocupó varios puestos en la rama alemana de WILPF desde su año de fundación. Entre 1918 y 1919, Baer estableció un consejo de mujeres en el Ministerio de Asuntos Sociales de Munich, para la recién creada República Soviética de Baviera. También participó en los cursos de verano sobre internacionalismo, patrocinados por la WILPF a principios de la década de 1920. Entre 1919 y 1933, trabajó para las revistas de mujeres Die Frau im Staat (La mujer en el Estado) y Die Friedenswarte (Peace Watch).
En 1922, Baer, que había sido secretaria ejecutiva de la WILPF alemana durante un año, hizo su primer viaje a Estados Unidos. Se perdió la reunión con el presidente Harding, cuando inmigración la detuvo debido a su pertenencia al Partido Comunista de Alemania y al temor de que no tuviera fondos suficientes para mantenerse durante su estancia en el país. Liberada tras la intervención de Jane Addams, Baer, al hablar en una reunión posterior, instó a las mujeres a unirse al movimiento por la paz y a las manifestaciones contra la guerra. Dando conferencias con miembros de Gran Bretaña y Francia, Baer instó a Estados Unidos a retirar las tropas de América Latina, a liberar a los presos políticos y a reconocer a la Unión Soviética. Junto con Heymann y Frida Perlen, Baer lideró los esfuerzos por reconciliar a las mujeres alemanas y francesas en el periodo de entreguerras. Una de estas iniciativas fue la plantación de árboles celebrada en 1926 en el norte de Francia. Baer también fue vicepresidenta del Cartel Alemán de la Paz y viajó mucho por Europa.
Al regresar a los Estados Unidos en 1924 para asistir a la Conferencia Internacional de la WILPF, Baer instó a que se tomara a Hitler como una amenaza seria. En 1929, sucedió a Jane Addams como presidenta internacional de la WILPF, pero debido al volumen de trabajo a realizar, se decidió que las responsabilidades que Addams había tenido se compartirían con Emily Greene Balch y Clara Ragaz . Cuando Hitler tomó el control de Alemania en 1933, Baer huyó del país y obtuvo la ciudadanía en Checoslovaquia. La dirección de la WILPF convocó una reunión de emergencia y le dio asilo, contratándola para trabajar a tiempo completo en la preparación de su próxima conferencia. Cuando los nazis tomaron y ocuparon el país, ella huyó a Ginebra. Tras la muerte de Addams en 1935, se decidió que Baer, Ragaz y Cornelia Ramondt-Hirschmann continuaran con las responsabilidades compartidas como presidentas de la WILPF. En su tercer viaje a los Estados Unidos ese año, Baer participó en una conferencia de desarme, apelando a las naciones del mundo a trabajar juntas por la paz.
En 1939, Baer, como monitora de la WILPF del Consejo Económico de la Sociedad de Naciones, fue enviada a los Estados Unidos. El Consejo se había trasladado a Princeton, Nueva Jersey, y se consideró necesario que Baer se trasladara por motivos de seguridad. Desde allí, ejerció como principal dirigente de la WILPF, durante toda la guerra, preparando las comunicaciones circulares que trimestralmente se enviaban a las filiales internacionales. La presidencia seguía siendo compartida por Baer y Ragaz, pero la pacifista británica Kathleen Innes, había sustituido a Ramondt-Hirschmann en 1937 como tercer miembro. Las tres mujeres enviaron una carta al presidente Roosevelt instándole a permitir la entrada de refugiados en el país. En 1940, Baer adquirió la nacionalidad estadounidense, aunque regresó a Ginebra definitivamente en 1950. Tras mantener vivos los contactos y la organización, al final de la guerra, Baer se convirtió en la primera consultora de la WILPF en las Naciones Unidas y ocupó ese puesto hasta 1972. Algunas de las iniciativas en las que participó fue la de instar a la Organización Mundial de la Salud a que investigara qué efecto tenían las pruebas atómicas y, en concreto, la radiación sobre la población. A partir de 1955, hizo hincapié en la necesidad de utilizar la energía solar, en lugar de buscar la energía nuclear, y en una campaña de 1960 instó a la educación rural a través de la radiodifusión.
En 1965, en la convención del quincuagésimo aniversario de la creación de la WILPF, Baer expresó su frustración por el hecho de que la organización se hubiera alejado de sus raíces feministas, recordando a sus miembros que hasta que no se alcanzara la plena igualdad en todas las esferas de la vida, las mujeres seguirían estando en peligro. Al año siguiente, como observadora en el Foro de ONG de la ONU celebrado en Roma, Baer volvió a hablar de los vínculos entre el feminismo y el pacifismo, al tiempo que instaba a la autodeterminación de Vietnam. A finales de la década de 1960, Baer seguía comprometida con la organización, presionando para que se ampliara el número de miembros para incluir a los jóvenes y a los que estaban fuera de las organizaciones principales. Presionó a favor del desarme y trabajó para que las superpotencias aceptaran la aprobación del Tratado de No Proliferación Nuclear de 1968. Adelantándose a su tiempo en muchos aspectos, las ideas de Baer precedieron tanto al feminismo de la segunda ola como al renacimiento del movimiento pacifista en la década de 1980. En 1977, un documental de Michaela Belger, titulado Gertrud Baer. Ein Leben für die Gleichberechtigung der Frau, für Frieden und Freiheit (Gertrud Baer: una vida por la igualdad de derechos de la mujer, por la paz y la libertad) se estrenó en honor a la obra de Baer.

## Muerte y legado
Baer murió el 15 de diciembre de 1981 en Ginebra. Los seminarios que la WILPF celebra anualmente para formar a nuevos miembros fueron rebautizados en 1981 como Seminarios de Verano para Mujeres Jóvenes Gertrude Baer, en su honor.

### Citas
1. 1 2 3 4 5 6  Zoder, 2014.
2. ↑  Apple, 2011.
3. 1 2 3 4  Bake, n.d..
4. 1 2 3  The Denton Journal, 1937, p. 4.
5. ↑  Foster, 1989, p. 13.
6. 1 2  Sklar, Schüler y Strasser, 1998, p. 64.
7. ↑  Rose, 2011, p. 12.
8. 1 2 3 4 5  Sklar, Schüler y Strasser, 1998, p. 341.
9. 1 2  The Morning Call, 1922, p. 24.
10. ↑  The Ottawa Herald, 1922, p. 1.
11. ↑  The New York Tribune, 1922, p. 8.
12. ↑  Sklar, Schüler y Strasser, 1998, pp. 287–288.
13. ↑  Foster, 1995, p. 179.
14. 1 2  Longman, 1937, p. 5.
15. 1 2  Swarthmore College Peace Collection, 1992.
16. 1 2  The Brooklyn Daily Eagle, 1940, p. 19.
17. ↑  Sklar, Schüler y Strasser, 1998, p. 73.
18. ↑  Foster, 1995, p. 184.
19. ↑  The Daily News, 1935, pp. 1–2.
20. ↑  Foster, 1989, p. 22.
21. ↑  Foster, 1995, p. 267.
22. ↑  Foster, 1989, p. 25.
23. ↑  Foster, 1989, p. 30.
24. ↑  Foster, 1989, p. 32.
25. ↑  Foster, 1989, p. 41.
26. ↑  Foster, 1989, p. 54.
27. ↑  Foster, 1989, pp. 32, 54.
28. ↑  Foster, 1989, pp. 85, 216.